# United States Wrestling Association
La United States Wrestling Association (souvent abrégée par l'acronyme USWA) est une fédération de catch basée à Memphis, Tennessee. Cette fédération a été fondée en 1989 par le propriétaire de la Continental Wrestling Association Jerry Jarrett.

## Fondation
La USWA  a été fondé en 1989 après la faillite de la American Wrestling Association. Ils ont essayé de construire une fédération qui serait au niveau de la World Wrestling Federation et de la Extreme Championship Wrestling de Paul Heyman et de la World Championship Wrestling. La fédération est gérée par Jerry Lawler.

## Principaux titres
- USWA Unified World Heavyweight Championship
- USWA Tag Team Championship
- USWA Texas Heavyweight Championship
- USWA Television Championship
- USWA Women's Championship
- USWA Junior Heavyweight Championship
- USWA Middleweight Championship

## Catcheurs de la USWA
| - Jerry Lawler - Randy Hales - Bill Dundee - Brian Christopher - Spellbinder - Ricky Morton - Jeff Jarrett - Master of Pain/The Punisher - Jimmy Valiant - Austin Idol - Kamala - Eddie Gilbert - Koko B. Ware - Junkyard Dog - Sid Vicious - J.C. Ice - Wolfie D | - Flex Kavana - John Tatum - Stacy Carter - Terry Funk - Chris Youngblood - Mark Youngblood - Dutch Mantell - Tom Prichard - Pat Tanaka - Paul Diamond - Eric Embry - Tommy Rich - Buddy Landell - Doug Gilbert - Brian Lee - Billy Jack Haynes - Jesse James Armstrong | - Miss Texas - Toni Adams - Scotty Anthony - Robert Fuller - The Harris Brothers - Tracy Smothers - Downtown Bruno - Steve Doll - Doomsday - Billy Travis - New Jack - Cowabunga - The Ninja Turtle (ou Cowabunga II) - Nightmare Freddy - Ashley - Stone Cold Steve Austin - The Undertaker |